# Periclimenes tenellus
Periclimenes tenellus är en kräftdjursart som först beskrevs av Sidney Irving Smith 1882.  Periclimenes tenellus ingår i släktet Periclimenes och familjen Palaemonidae. Inga underarter finns listade i Catalogue of Life.